# Haitianisch-tuvaluische Beziehungen
Die haitianisch-tuvaluischen Beziehungen beschreiben das bilaterale Verhältnis zwischen der Republik Haiti einerseits und Tuvalu andererseits.
Die im Jahr 1804 von Frankreich unabhängig gewordene Republik Haiti und das im Jahr 1978 vom Vereinigten Königreich in die Unabhängigkeit entlassene Tuvalu unterhalten seit 2012 diplomatische Beziehungen.
Die diesbezügliche gemeinsame Erklärung wurde am 7. November 2012 von den Ständigen Vertretern beider Staaten bei den Vereinten Nationen in New York unterzeichnet.
Es wurden keine diplomatischen oder konsularischen Vertretungen im jeweils anderen Land eingerichtet.
Beide Länder gehören der von den Vereinten Nationen definierten Gruppe der Small Island Development States (Kleine Inselentwicklungsländer; SIDS), der Alliance of Small Island States (Allianz der kleinen Inselstaaten; AOSIS) sowie der AKP-Gruppe an.
Seit der Formalisierung der Beziehungen im November 2012 war weder im politischen noch im wirtschaftlichen oder kulturellen Bereich eine Vertiefung der bilateralen Zusammenarbeit zu beobachten. Auf internationaler Ebene verfolgen die beiden Länder aufgrund ihrer geografischen Gegebenheiten als Inselstaaten in vulnerablen Klimazonen durchweg gemeinsame Ziele.